# Embreville
Embreville é uma comuna francesa na região administrativa de Altos da França, no departamento de Somme. Estende-se por uma área de 5,33 km². Em 2010 a comuna tinha 581 habitantes (densidade: 109 hab./km²).